# バラ (小惑星)
バラ (131 Vala) は、小惑星帯の内側寄りに位置する小惑星の一つ。1873年5月24日にアメリカ合衆国の天文学者、クリスチャン・H・F・ピーターズにより発見され、北欧神話に登場する女性預言者 (Völva) にちなんで命名された。2002年5月26日に、イタリアで掩蔽が観測された。